# Clasis masafuerae
Clasis masafuerae är en stekelart som först beskrevs av Per Abraham Roman 1920.  Clasis masafuerae ingår i släktet Clasis och familjen brokparasitsteklar. Inga underarter finns listade i Catalogue of Life.